# Neotemnopteryx braesensis
Neotemnopteryx braesensis är en kackerlacksart som beskrevs av Slaney 2000. Neotemnopteryx braesensis ingår i släktet Neotemnopteryx och familjen småkackerlackor. Inga underarter finns listade i Catalogue of Life.